# دنیل پیستونه
دنیل پیستونه (فرانسوی: Danièle Pistone‎؛ زادهٔ ۱ دسامبر ۱۹۴۶) موسیقی‌شناس و استاد دانشگاه پاریس-سوربن اهل فرانسه است.